# 影视公司
影视公司又称影视制作公司，是主要从事电影、电视剧生产运营的公司。现在一些大型的影视公司的业务都不局限于以前单一的制作影视剧，而成为一个综合的文化娱乐运营体系，涉及艺人经纪、广告宣传、传媒、市场营销等等。

## 主要产品
电影、电视剧、宣传片、纪录片、专题片、产品介绍片等

## 构成
行政部、市场部、策划部、后期制作部、影视拍摄部、人力资源部等

## 中国大陆
- 中国电视剧制作中心
- 海润影视
- 华谊兄弟传媒集团
- 橙天娱乐集团
- 立点影业
- 光线传媒
- 北京荣信达影视艺术
- 北京电视艺术中心
- 慈文影视
- 唐人电影制作有限公司
- 北京稻草熊影視
- 嘉行傳媒
- 于正工作室 等